# Fīrūzābād-e Kūchak
Fīrūzābād-e Kūchak (persiska: Fīrūzābād-e Kūchek, فیروزآباد کوچک) är en ort i Iran.   Den ligger i provinsen Kermanshah, i den nordvästra delen av landet, 300 km väster om huvudstaden Teheran. Fīrūzābād-e Kūchak ligger 1 451 meter över havet och antalet invånare är 155.
Terrängen runt Fīrūzābād-e Kūchak är kuperad österut, men västerut är den platt.Runt Fīrūzābād-e Kūchak är det ganska tätbefolkat, med 124 invånare per kvadratkilometer. Närmaste större samhälle är Kangāvar, 6,5 km nordväst om Fīrūzābād-e Kūchak. Trakten runt Fīrūzābād-e Kūchak består till största delen av jordbruksmark.